# Push It to the Limit
Singles de Corbin Bleu
We're All in This Together 
 High School Musical Deal Wit It
Push It to the Limit est le premier single solo de Corbin Bleu, extrait de l'album Another Side.

## Source
- (en) Cet article est partiellement ou en totalité issu de l’article de Wikipédia en anglais intitulé « Push It to the Limit » (voir la liste des auteurs).